# Allium yesilyurtense
Allium yesilyurtense — вид квіткових рослин з підродини цибулевих (Allioideae). Ендемік Туреччини.